# لر (ناحیه)
لر (به آلمانی: Landkreis Leer) یک ناحیه در آلمان است که در نیدرزاکسن واقع شده‌است. لر  ۱۶۳٬۸۰۰ نفر جمعیت دارد.